# Антисемитская карикатура
Общие мотивы в карикатурном изображении евреев прослеживаются до ранних эпох, однако золотым веком графической сатиры, формы искусства, особенно связанной с георгианской Англией, часто считаются XVIII и начало XIX века.

## Содержание
Изображения евреев и иудаизма были своеобразными явлениями в средневековом христианском искусстве; способ идентификации евреев зависел от использования внешних признаков, таких как длинные бороды, специальные еврейские знаки, «еврейская шапка» и другие символы. Евреев также можно было идентифицировать по отрицательным ролям, включая участие в бичевании Иисуса на пути к распятию. Но если евреи выполняли теологически положительные роли, они, как правило, изображались без внешних признаков и с нормальными и даже благожелательными чертами лица. Таким образом, изображение евреев в средневековом христианском искусстве зависело от их христологической функции. Это ситуативное изображение евреев характерно и для современных рисунков и карикатур. Они в той же степени зависят от эмоциональных, идеологических и политических переменных.
С самого своего начала в раннее Новое время и эпоху Возрождения искусство карикатуры часто прибегало к личной пародии и оскорблениям. В сочетании с социальной, региональной и этнической критикой и сатирой эта форма искусства легко осуществляла создание и увековечение негативных изобразительных стереотипов, которые становились все более известными благодаря изобретению и распространению ксилографии, гравюры и печати. Так, например, религиозные войны в Европе, начавшиеся во второй половине XVI века, предоставили как католическим, так и протестантским художникам-графикам многочисленные возможности для создания легко узнаваемых изображений главных героев вражеского лагеря в компании дьявола.
Раннее Новое время в целом и Итальянское Возрождение в частности ознаменовали собой порог современной традиции карикатуризации евреев, одна из ветвей которой в конечном итоге развилась в направление, которое Генри Вассерман называл стилем Stürmer в карикатуризации евреев и иудаизма — по названию нацистской газеты Der Stürmer («Штурмовик»). Эта более поздняя, агрессивно враждебная по отношению к евреям, но недолговечная традиция стала ответвлением более ранней, более общей и менее негативной.

## Ранний период
Шаржированные изображения евреев возникли задолго до формирования в пластическом искусстве жанра карикатуры в качестве печатной сатирической и юмористической графики. Таковыми могут рассматриваться римские терракотовые статуэтки III—IV веков н. э., наделённые гротескно семитскими чертами лиц, обнаруженные при раскопках в бассейне Рейна в Западной Германии.
Аллегорические изображения евреев широко встречаются на церковной резьбе, витражах и фризах, а также на страницах иллюминированных рукописей из многих частей средневековой Европы. Наиболее известны парные женские статуи Ecclesia et Synagoga (Церковь и Синагога), в которых торжествующая Церковь часто представлена коронованной девой, держащей чашу или крест, тогда как удручённая фигура Синагоги — с завязанными глазами (возможно, отсылка к 2Кор. 3:13—16) и несущей разбитые скрижали Моисеева закона. Показательные примеры можно найти на внешней стороне Страсбургского и Бамбергского соборов. В резьбе по дереву на хоровой скамье в Эрфуртском соборе Церковь изображена верхом на гарцующем коне и атакующей Синагогу, восседающую верхом на свинье.
Более откровенно карикатурно конфликт между христианством и иудаизмом отражён в ассоциации евреев со свиньёй, мясо которой их религия запрещает употреблять в пищу. В средневековых и более поздних христианских изображениях евреи часто изображались вступающими в содомитские сношения со свиньёй. К XIII веку у входа в немецкие церкви появляются деревянные скульптуры, поставленные часто по заказу муниципалитета, изображающие уродливых евреев, которые присосались к заду или сосцам свиньи. Такие группы, названные «еврейская свинья», вскоре после этого появились также на территории нынешних Австрии, Франции, Бельгии. С XVI века эти композиции воспроизводились в гравюре, а во Франции также на металлических медальонах. Такие гравюры и медальоны были в ходу вплоть до начала XX века. Известная немецкая гравюра XVI века Judensau изображает группу евреев, сосущих сосцы огромной свиньи, в то время как другие евреи занимаются различными актами анального и полового сношения.
Темами антисемитских гравюр являлись также распространённые мотивы использования евреями христианской крови, осквернения гостии и различных пороков, приписываемых евреям, включая стяжательство, скупость, склонность к обману, блудливость и др. Такие гравюры, особенно в Германии, могли приобретать явно порнографический характер.

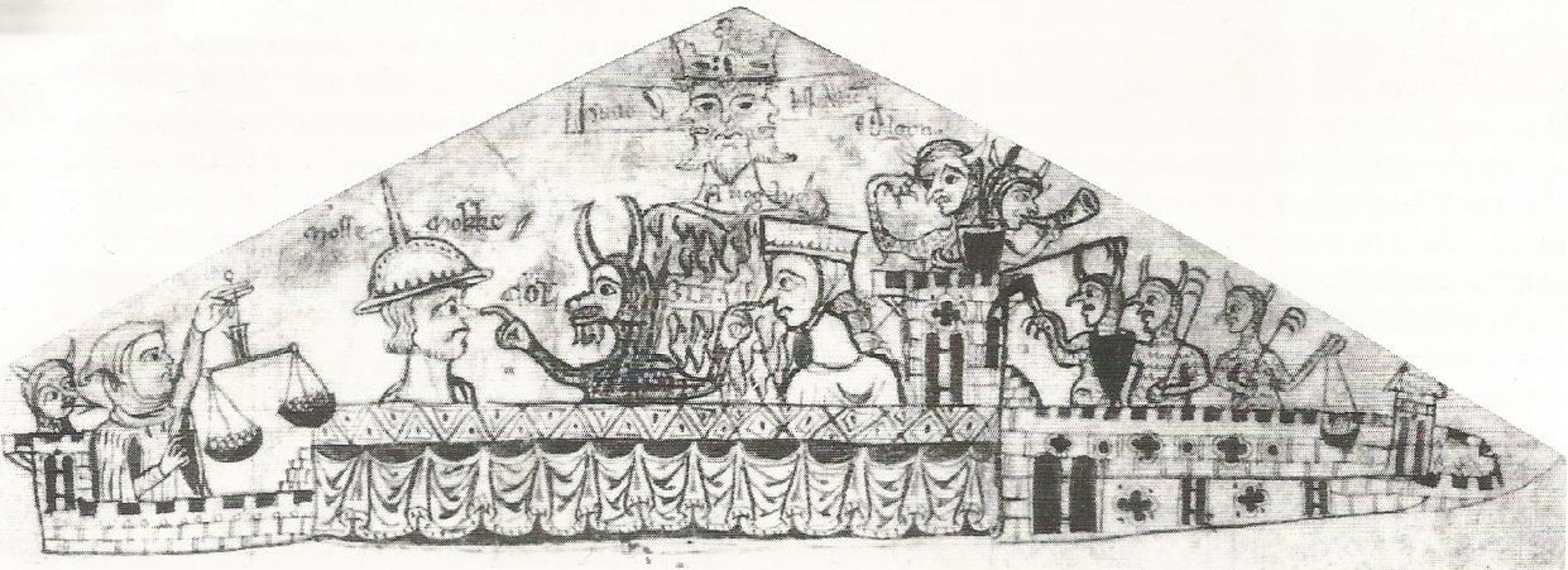
Исаак из Норвича и его семья в окружении демонов, 1233. Наиболее ранняя известная карикатура на евреев

Среди наиболее изученных изображений средневековых евреев — выполненная пером групповая карикатура XIII века в начале свитка веленевого таллажа (документ от 1233 года, лондонский Государственный архив): ростовщик Исаак из Норвича и его семья в окружении демонов. Богатый еврей, изображённый с тремя лицами и идентифицируемый как Исаак из Норвича, бросает взгляд на оживлённую сцену, передающую взаимодействие евреев с демонами. Рогатый демон в центре указывает пальцами на выраженные кончики носов мужской и женской еврейских фигур. Это означает как их еврейство, так их союз с дьяволом, санкционированный в аду. Рисунок вызвал множество различных толкований, но исследователи согласны с тем, что он является примером демонизации евреев в позднем Средневековье. Рассматривается как самая ранняя известная карикатура на евреев. Сесил Рот определил и описал несколько других карикатур на средневековых английских евреев. Известен также выполненный пером шарж на некоего еврея Матеса, наделённого отличительным знаком на груди, найденный на уставе ратуши (после 1551 года; Городской архив, Прага).

## Развитие карикатуры
В графической карикатуре, которая стала популярной формой с XVIII века, евреи неизменно выделяются одной или несколькими из трёх основных черт: физиономия, одежда и пища, которую они не должны есть. Кроме того, их часто изображают сексуально распущенными, а когда карикатура содержит подписи или заголовок, евреи, как правило, изображены говорящими на гортанном жаргоне, имитирующем идиш. В тот же период в англоязычных странах сценический еврей также изображался говорящим на похожем диалекте, который иногда называют «еврейской тарабарщиной» (англ. Jewish gibberish). Распространённый мотив представляет евреев как торговцев вразнос или уличных торговцев, демоничных в своём рвении продать товары, всегда беспринципных и стремящихся к обману. Карикатуры такого рода, которые часто продавались на улице, а с конца XVIII века также в печатных магазинах, смешивают реальное восприятие евреев того времени с традиционными антисемитскими мотивами.

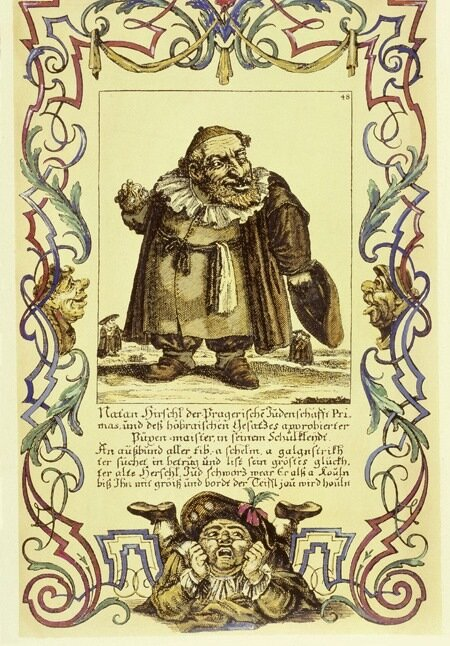
Натан Хиршель, 1620

Среди наиболее ранних печатных карикатур на евреев — портрет Натана Хиршеля около 1620 года, главы еврейской общины Праги (Рубенс, № 1564), написанный Элиасом Беком, из серии гротескных карликовых фигур, выполненных в стиле французского гравёра Жака Калло и опубликованных в Аугсбурге в 1715 года под названием Il Callotto Resuscitato; часто приписывается Калло. Манера, в которой был изображён Хиршель, оказала большое влияние на будущие художественные изображения евреев, в частности, выступающий и крючковатый нос субъекта, бегающие глаза, толстые губы и жестикулирующая рука. Изображение Хиршеля, приписываемое Калло, было частью широко известной серии из пятидесяти гротескных фигур низших слоёв общества — нищих, калек, неудачников всех типов, придворных шутов, клоунов, лоточников и коробейников. Позднее фигура Хиршеля была скопирована неизвестным лондонским гравёром для представления Крусибла в алхимической гравюре Mercurius Sublimate a Chymist, and His Man Crucible, одной из девяти гравюр в серии Lilliputian Humorists Drawn as Big as Life (1730), копия которой находится в Нью-Йоркской публичной библиотеке. Лондонский гравёр заимствовал фигуру Бека, не придавая очевидного значения тому факту, что оригинал, на котором она основывалась, был изображением еврея. Изображение евреев в гротескном виде стало характерной чертой времён гротеска. Одними из значимых исключений были работы Рембрандта, который часто изображал амстердамских евреев в их традиционной одежде, акцентируясь как на их экзотически-ориентальных, так на и повседневных аспектах, тем самым устанавливая второстепенную, конкурирующую традицию в изображении еврейства.
В Англии шаржированный портрет еврея появился около 1720 года. Только с середины XVIII века визуальное изображение евреев в графической карикатуре начало приобретать сходу узнаваемые черты. Значительно усилили такое восприятие популярные гравюры Уильяма Хогарта, ставшие прототипами, на которых основывались многие более поздние изображения евреев, а также ряд карикатур на евреев, порождённых активными спорами вокруг акта о натурализации евреев 1753 года. Хогарт негативно относился к карикатуре, утверждая, что его гравюры были проявлениями человеческого характера. Тем не менее, он существенно повлиял на более поздних карикатуристов как в Великобритании, так в других странах Западной Европы, где его работы часто переиздавались.

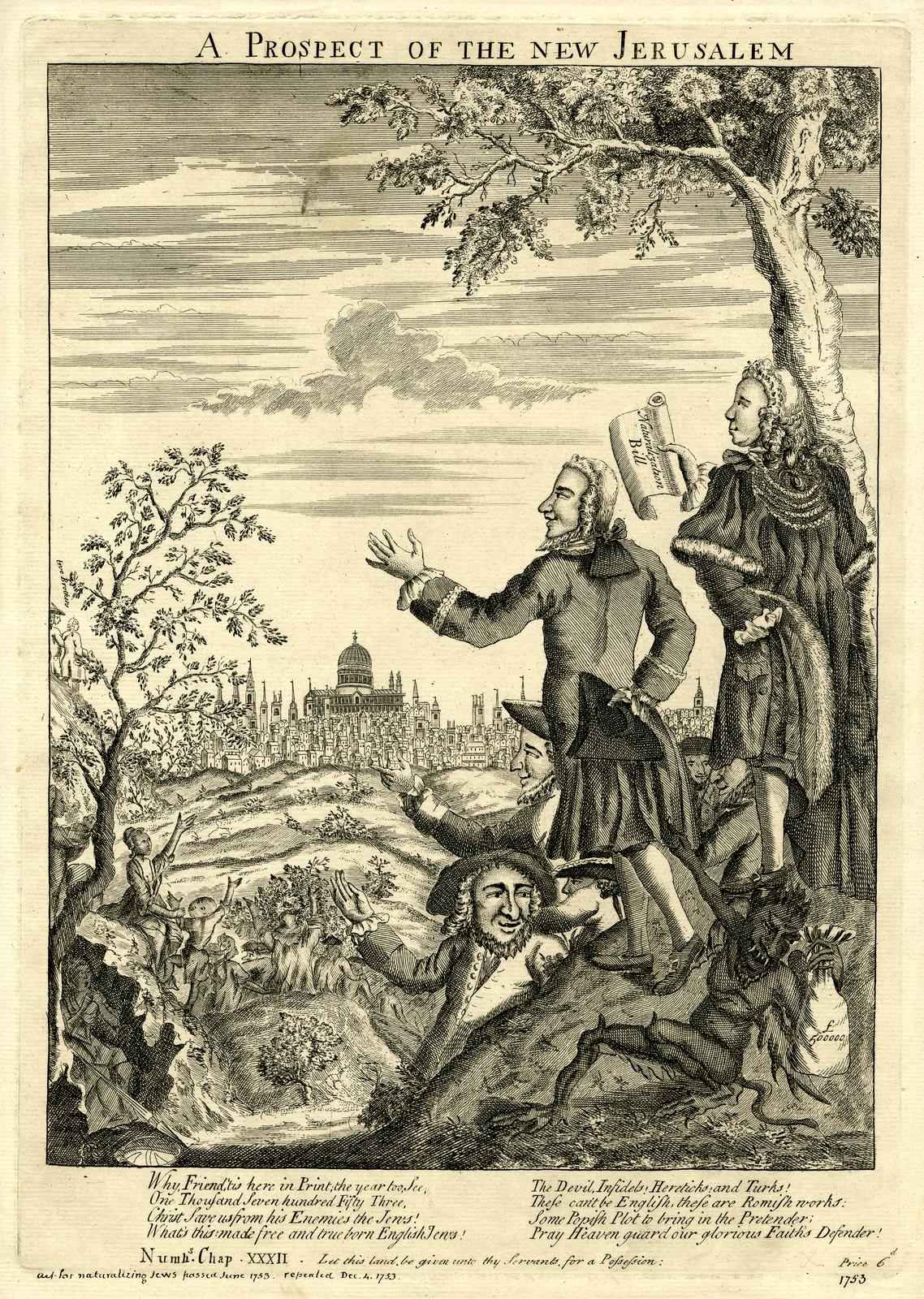
Гравюра «Вид на Новый Иерусалим», 1753

Большая масса памфлетов и гравюр, направленных против акта о натурализации евреев смогли легко возродить средневековые стереотипы о евреях. Многие из таких негативных образов сохранялись в массовом сознании и нуждались лишь в политическом толчке, способном разжечь их. Во время обсуждения вопроса о предоставлении евреям гражданских прав (1753—1757) появляются стереотипные карикатуры с крючконосым и с острой бородкой евреем — финансистом или коробейником, имеющим одновременно черты животного и Сатаны. Типичная карикатура на акт 1753 года — «Вид Нового Иерусалима» (Рубенс, № 821), анонимная гравюра, на которой изображены евреи, с восторгом взирающие на собор Святого Павла, который, в представлении художника, станет главной синагогой, как только иудаизм будет утверждён в качестве одной из официальных религий. «Христос, спаси нас от своих врагов евреев!» — гласит подпись. Евреи изображены союзниками дьявола, использующими своё предполагаемое «огромное богатство» для обеспечения политической поддержки и подкупа нации. Другая анонимная гравюра, «Еврей натурализованный» (Рубенс, № 827), представляет собой новую версию «Юдензау» с подписью «Купи, купи мою свинину», отсылающей к уличным выкрикам еврейских торговцев.
После отмены еврейского билля в 1754 году и до начала длительной кампании по достижению еврейской эмансипации к 1830 году большая часть английских карикатур на евреев были лишь изредка политическими, но чаще культурными или социальными. Всё чаще карикатуристы демонстрировали осознание социального различия между бедными и богатыми евреями, хотя и те, и другие в конечном итоге воспринимались как сделанные из одного материала. В целом то же наблюдалось в континентальной Европе. Наиболее распространённым был образ еврейского торговца с густой бородой и клювом или крючковатым носом, продающего свои товары из мешка или дорожного ящика; чаще всего он связывался с мелким воровством, мошенничеством и обманом. Обычно его изображали со стопкой шляп на голове, что одновременно указывало на его ремесло и также, возможно, отсылало к необходимости для религиозного еврея покрывать голову. Богатый еврей часто изображался как экстравагантный денди, стильно одетый, но иногда с явным намёком на то, что его одежда уже не в моде. На Beau Mordecai Inspir’d (Rubens, № 842; B.M. Cat, № 4525), меццо-тинто, опубликованном Каррингтоном Боулзом в 1773 году, представлен чрезмерно щеголеватый еврей возле модного борделя, проститутка, опирающаяся на подоконник и указывающая пальцем на свой нос: жест как сексуального соблазна, так и напоминания о племенной инаковости еврея. Объяснение может дать теория историка Сандера Гилмана, связывающая еврейский нос и сексуальность. Имя Beau Mordecai (Мордехай Щеголь) было обычным для сценического образа еврея. Оно использовалось, среди прочего, Чарльзом Маклином в фарсе «Модная любовь» (1759), где Beau Mordecai высмеивается как «красивый еврей (a beau Jew), который, несмотря на свои природу и образование, выдает себя за остроумца, джентльмена и человека со вкусом». Другие гравюры того периода, особенно работы Томаса Роулендсона, были весьма откровенными отражении стереотипа о сексуальной распущенности евреев.
Из примерно 20 тысяч карикатур, отдельно опубликованных в Англии между 1730 и 1830 годами, возможно, около 300 включали изображения евреев, в том числе работы таких художников, как Хогарт, Роулендсон, Джеймс Гилрей, Ричард Ньютон, Джордж Вудворд и Айзек и Джордж Крукшанки. Образ, возникший около 1753—1757 годов, во второй половине XVIII века — начале XIX века развивался классиками английской карикатуры, в том числе Джеймсом Гилреем и Дж. Роулендсоном.
Ряд учёных, на которых оказал сильное влияние известный коллекционер-первопроходец и издатель карикатур Эдуард Фукс, отмечали, что основная современная традиция стереотипного изображения евреев в западных рисунках и карикатурах возникла в немецкоязычных странах в течение десятилетия до и после Венского конгресса (1815), периода потрясений, в котором как границы, так и политические и социальные нормы быстро менялись. Одним из таких изменений была лёгкость, с которой некоторые богатые евреи теперь могли войти в высшие слои буржуазного и аристократического общества, явление, которое вызвало немедленные и негативные комментарии. Одним из примеров осмеивания, вызванного социальным восхождением недавно разбогатевших евреев, была пьеса «Наша толпа» К. Б. Сессы (1786—1813), популярная в тот период в театрах и представлявшая восхищённой публике полный набор образов еврейских нуворишей.
Популяризация еврейских типов на всех уровнях общества набирала обороты, начиная с 1830-х годов, благодаря успеху новых средств массовой информации, особенно журналов, посвящённых текущим событиям. Самым известным из них был Le Charivari, в котором публиковались работы Оноре Домье (1807—1879) и его соперников. Эти журналы публиковали относительно немного карикатур на евреев, за исключением карикатур на некоторых Ротшильдов, членов самой богатой семьи в Европе того времени.
В середине XIX века объектом карикатур стал Мозес Монтефиоре со своими сподвижниками. К середине этого столетия графическая иллюстрация приобрела новую форму с появлением в 1841 году сатирического журнала Punch. В поздние годы Джордж Крукшенк стал плодовитым книжным иллюстратором, среди заказов которого были иллюстрации к «Оливеру Твисту» Чарльза Диккенса (1837—1839). Гравюра Джорджа Крукшенка «Еврей и Моррис Болтер начинают понимать друг друга», изображающая Фейгина, ударяющего себя по носу указательным пальцем, показывает лёгкое знакомство с более ранними карикатурными изображениями евреев. Аналогичным образом, многие традиционные антисемитские стереотипы нашли графическое выражение в Punch — например, в работе «Палата общин согласно взглядам господина Дизраэли» (XII, 149, 1847) в соответствии со старым предрассудок о том, что при малейшей возможности евреи заполонят страну своими, Джон Лич юмористически изобразил продавцов старой одежды, ставших парламентариями.

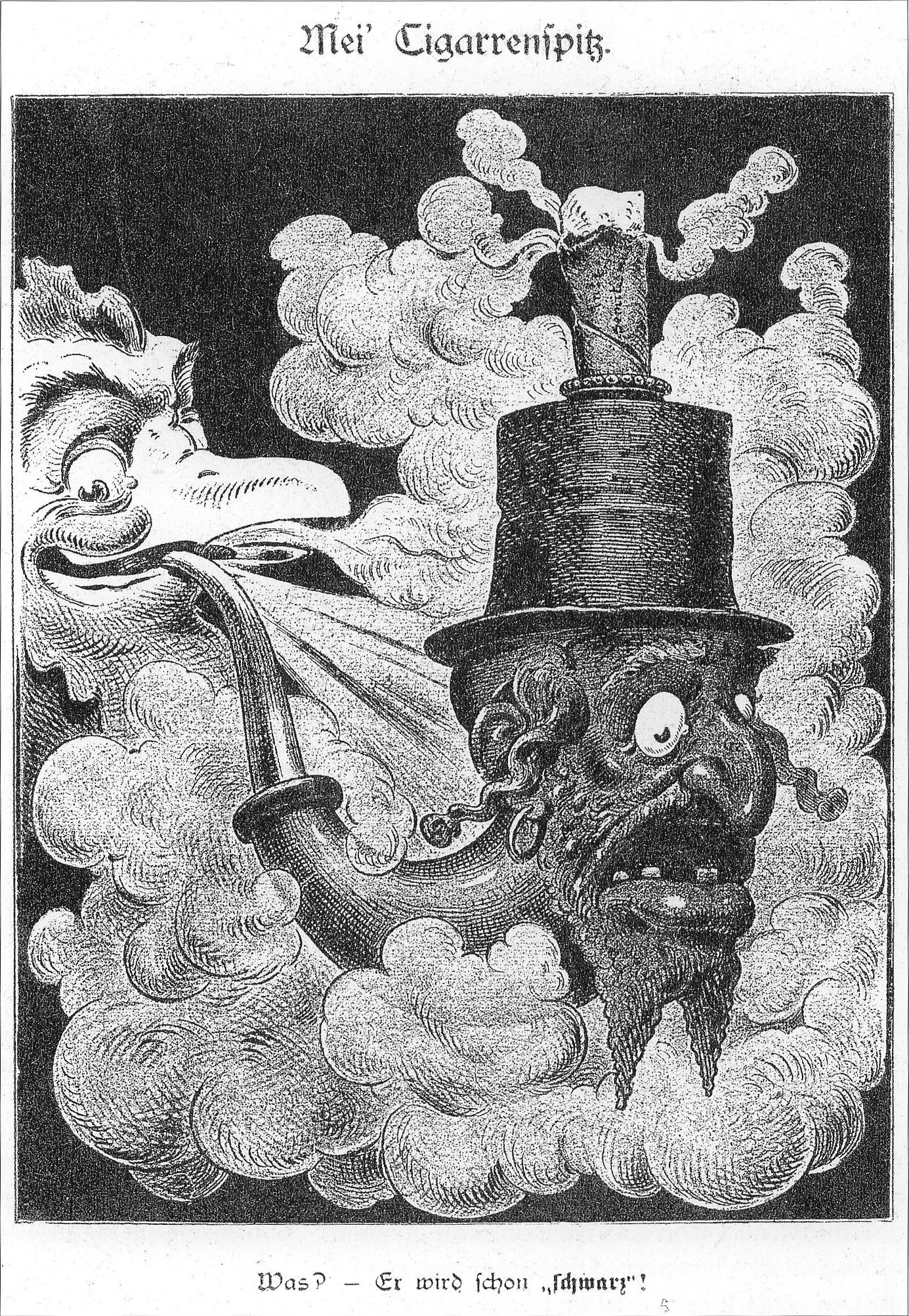
Венский журнал Kikeriki, 1896. Петух (отсылка к названию журнала) использует еврея как мундштук для курения

Французские периодические издания нашли подражателей по другую сторону Рейна; наиболее важными и влиятельными стасли иллюстрированные еженедельники, такие как неполитический мюнхенский Fliegende Blätter (1844—1944), крайне политизированный берлинский Kladderadatsch (1848—1944), венский Kikeriki и др. Эти иллюстрированные юмористические журналы достигли аудитории в сотни тысяч, а возможно, и миллионов через читательские клубы, кофейни, пабы, парикмахерские и другие общественные заведения. Практически никто не мог игнорировать уже ставшие шаблонными еврейские фигуры, которые демонстрировали эти издания: безденежные, убого одетые Ostjuden (восточноевропейские евреи) с отличительными знаками, говорящим на «испорченном», похожем на идиш немецком языке; торговцы, вечно пытающиеся обмануть покупателя; сельские торговцы скотом и лошадьми, эквиваленты современных продавцов подержанных автомобилей. Самым вездесущим и популярным из всех был Проц, кричаще одетая и обычно тучная фигура в клетчатом костюме, гротескно самодовольная и хвастающаяся своим недавно приобретенным богатством для всеобщего обозрения и зависти; в бесчисленных вариациях он открыто провозглашал, что деньги являются единственной мерой всех социальных, культурных и моральных ценностей. Евреи, учитывая их заявленную связь с деньгами и их весьма заметную роль в банковском деле и финансах, считались исключительно подходящими для передачи этого центрального сообщения капиталистической доктрины невмешательства.
В связи с распространением сатирических иллюстрированных журналов, в особенности с 1870-х годов, во всех европейских странах число антисемитских карикатур резко растёт. В номерах журналов «Либр пароль» и «Псст!» (Франция), Kladderadatsch, «Дер гробиан» (Германия), Kikeriki (Австрия) и ряда других еврей в ипостасях ростовщика, банкира, виноторговца, адвоката, политика фигурировал в качестве символа еврейского засилья во всех областях жизни и распространения еврейского господства по миру.
Наиболее выдающимся физиогномическим аспектом, связанным с этими образами, было изобретение «еврейского носа». Традиционный атрибут инаковости, уродства приписывался всем евреям. Идея, что еврея можно идентифицировать при помощи его же собственной особенно «уродливой» части тела, является современной, а не средневековой. Она восходит к периоду не раньше XVII века. Развитие физиогномической стигматизации произошло вместе с постепенной отменой дискриминационных предписаний, принуждавших евреев носить специальные знаки и особую одежду.
Сатирическое изображение евреев в современную эпоху не обязательно влекло за собой идеологический антагонизм. Такие периодические издания, как Fliegende Blätter, Kladderadatsch и Kikeriki, однозначно поддерживали политическое равенство евреев и их ассимиляцию. Однако эта поддержка не исключала критических взглядов на «нелепые» проявления недавно достигнутого политического, социального, экономического и культурного равенства; несомненно, рост продаж также мог послужить стимулом для осуждения социальных проблем, связанных со сложными процессами еврейской ассимиляции. В то же время евреи были не единственными объектами для насмешек. Мало кто из читателей и комментаторов негативно относился к частому использованию подобных графических стереотипов, вероятно, потому, что они были частью общей субкультуры и считались лишёнными недоброжелательных и агрессивных интенций.
Наиболее полная коллекция английских карикатур хранится в Отделе гравюр и рисунков Британского музея. также известна коллекция Георга IV, которая была приобретена американской Библиотекой Конгресса между 1920 и 1921 годами. Две основные коллекции, посвящённые представлению евреев в карикатурах, — коллекции Альфреда Рубенса (1903—1998), которые он подарил незадолго до своей смерти Еврейскому музею в Лондоне, и Израиля Соломонса (1860—1923), значительная часть которой была приобретена Библиотекой Еврейской теологической семинарии Америки в 1921 году.

## Новейший период
Основу для массы карикатур дало Дело Дрейфуса. Появление антисемитских политических партий в 1880-х и 1890-х годах сопровождалось распространением откровенно антисемитских карикатур и негативных изображений евреев, которые были предшественниками традиции Der Stürmer. Эти графические произведения, созданные в недолговечной и некачественной открыто антисемитской прессе («Антиземитише блеттер», Дрезден; «Плювиум», Санкт-Петербург и др.), были более воинственными и оскорбительными и с графической точки зрения намного более примитивными, чем сравнительно безобидные предшествующие работы, которые почти не вызывала протеста с какой-либо стороны. Однако в течение примерно десятилетия перед Первой мировой войной политический антисемитизм начал терять свою привлекательность в массах, примерами чего служат реабилитация Альфреда Дрейфуса во Франции, оправдание Менделя Бейлиса в России и распад неэффективных антисемитских партий по всей Европе. Общий упадок антисемитской политики поставил под сомнение грубые графические изображения евреев и иудаизма, которые она поощряла. Fliegende Blätter дистанцировался от собственной традиции «еврейского» графического юмора и шуток, постепенно уменьшил количество и качество этого материала. Напротив, Kladderadatsch, в 1880-х годах избавившись от большей части своего первоначального еврейского состава, всё больше приближался к националистическому и антисемитскому лагерю. Похожие тенденции наблюдались в Kikeriki. Утончённый Simplicissimus постепенно полностью утратил небольшой интерес, который он проявлял к еврейскому вопросу. Часто утверждается, что «Слово о наших евреях» (1880) историка Генриха фон Трейчке способствовало тому чтобы антисемитизм стал salonfähig (приемлемым для приличного общества) в Германии, но с точки зрения антиеврейской карикатуры его влияние не прослеживается, по крайней мере, в том, что касается графических работ в подстрекательской антисемитской прессе.
После Первой мировой войны в государствах, возникших на территории бывшей Австро-Венгрии, наблюдалась новая волна антисемитской карикатуры, которую породило обсуждение еврейского вопроса в ходе подготовки избирательных кампаний. Карикатуры на евреев создавались также белогвардейцами в во время Гражданской войны в России, приверженцами Юзефа Пилсудского в Польше, активным антисемитом П. Лазаром в Румынии и многими другими.

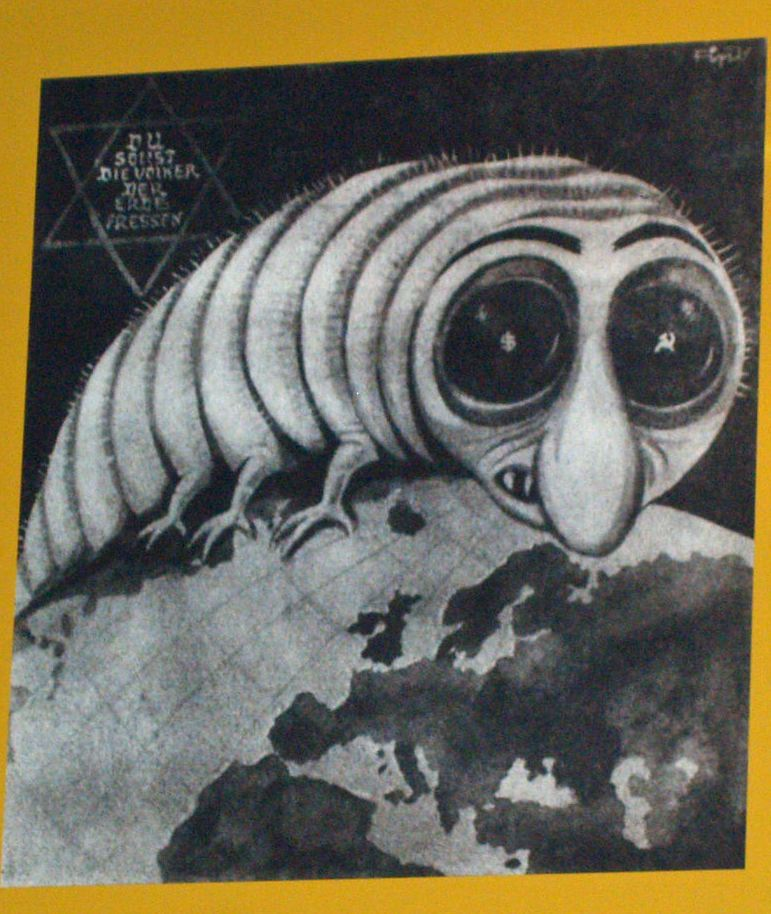
Антисемитская нацистская пропаганда: капиталистический и коммунистический «еврейский паразит», газета Der Stürmer, сентябрь 1944

Под покровительством нацистской Германии пережил краткий расцвет стиль антисемитской карикатуры и рисования Der Stürmer, хотя сам этот малотиражный еженедельник, созданный ещё в 1924 году, в Веймарский период, так полностью и не избавился от своей репутации ограниченности и дурного вкуса. Тем не менее, нацистская партия и нацистский режим продвигали его как подходящий для масс. Карикатуры издания описываются как наиболее грубые и художественно примитивные; тон задавался неудавшимся художником Филиппом Рупрехтом. Издание использовало все известные на тот момент темы и мотивы антиеврейской карикатуры вплоть до «еврейской свиньи». Идея борьбы с евреями трактовалась как схватка сил света с силами тьмы, Германия изображалась в образе дерева, облепленного «еврейскими червями», которых опрыскивает инсектицидом немец, одетый в нацистскую форму, и т. п.
Карикатурные изображения евреев вошли также в кинематограф. Яркими их примерами стали «Еврей Зюсс» Файта Харлана и псевдодокументальный фильм «Вечный жид». Нацисты вложили значительные ресурсы в распространение антисемитской пропаганды и стереотипных представлений о евреях, включая антисемитские комиксы, в странах, находящихся под их контролем или влиянием. Отличительными чертами нацистской традиции «Штюрмер» были акцент на «угрозе» еврейских «сексуальных хищников» для «невинных» «арийских» девушек и на «угрозе» «мирового еврейства» для международного мира в результате махинаций евреев в США и СССР.
Разгром нацистской Германии союзниками, за которым последовали послевоенные суды над её лидерами, широкая поддержка создания государства Израиль и растущий интерес к теме Холокоста в начале 1960-х годов, стали препятствием для использования карикатур, рассматриваемых как принадлежащие к традиции Штюрмера. Это эмбарго в средствах массовой информации некоммунистической Европы стало либо введения законодательных ограничений, как в Западной Германии, либо давления растущего общественного мнения. Правые движения и периодические издания, включая неонацистские и неофашистские группы, которые пытались реабилитировать гипернационалистические лозунги и программы, также, за немногими исключениями, воздерживались от использования этих типов карикатур. Даже отрицатели Холокоста считали политически целесообразным держаться подальше от глубоко дискредитированной традиции Штюрмера. Карикатуры типа Штюрмера не смогли бы сохраниться в Европе без своей нацистской «культурной матрицы».
Возникновение жизнеспособного еврейского государства в 1948 году, завоевание им симпатии международного сообщества, а затем падение этой поддержки во многих странах мира способствовали созданию в прессе Европы и Соединённых Штатов многочисленных, но противоречивых и изменчивых графических изображений, посвящённых государству Израиль и евреям. Активно обсуждается вопрос, является ли историческая и современная критика Израиля продолжением антисемитизма, существовавшего до Второй мировой войны, хотя в том, что касается использования графических стереотипов, почти полное отсутствие рисунков и карикатур типа Штюрмера может указывать на возникновение нового явления.
В СССР и странах советского блока в рамках антисионистской политики, проводимой коммунистическими правительствами во время Холодной войны, часто использовались графические символы и стереотипы, схожие с примявшимися нацистами. Эта практика стала более выраженной после войн, в которых участвовал Израиль в 1967, 1973 и 1982 годах, недвусмысленно поддерживаемый Соединёнными Штатами, главным противником коммунистического блока. Тем не менее, сходство между коммунистическими карикатурами на Израиль и сионизм и нацистскими карикатурами на «мировое еврейство» поверхностно. Нацистская тема «сексуального хищника» полностью отсутствовала; изображение сионизма и Израиля в коммунистических СМИ было целиком подчинено политическим и идеологическим соображениям: Израиль изображался как авангард экспансионистского империализма США — инверсия нацистской формулы. Это явление находилось в контексте пропагандистского противостояния Холодной войны, которое прекратилось ещё до распада СССР.
Использование карикатур и рисунков в стиле Штюрмера в стереотипном изображении евреев, иудаизма, сионизма и государства Израиль стало обычным в арабской и особенно палестинской прессе. Это явление связано с сильным влиянием на арабское национальное движение на его начальных этапах правого французского и немецкого национализма, включавшего антисемитский компонент. Важную роль сыграли «Протоколы сионских мудрецов», а тесные связи, которые раннее сионистское движение развивало с Великобританией, а позднее Израиль — с Соединёнными Штатами, способствовали популярности теорий заговора о скрытых связях между западным, в частности, американским империализмом, колониализмом и сионизмом. Среди прочего в националистической арабской и палестинской прессе получили популярность схожие с таковыми в Штюрмере сексуальные тропы; иногда присутствуют намёки, что сионистское лобби контролирует Соединённые Штаты посредством еврейских денег, раздаваемых американским законодателям.
Образование Государства Израиль вызвало к жизни новый вид антисемитской карикатуры, в которой новая страна представлена в собирательном образе вредоносного еврея. Такие карикатуры появились в арабской печати; в СССР в 1949—1953 годах, в период борьба с «космополитизмом» и дела врачей к ним добавились антисионистские элементы, в которых использовались знакомые антисемитские стереотипы, включая горбоносого еврея с маген-Давидом, помещённым на какую-либо часть одежды; врача-еврея с окровавленным ножом и т. п. После Шестидневной войны репертуар советской карикатуры дополнило сопоставление маген-Давида со свастикой, еврея, представляющего Израиль, — с Гитлером, и др. Чаще всего подобные карикатуры публиковали газеты «Гудок», «Красная Звезда», «Советская Россия» и журналы «Крокодил» и «Перець» (Киев), а также антисионистские и явно антисемитские брошюры и книги, такие как «Иудаизм без прикрас» Трофима Кичко (Киев, 1963).
Ливанская война 1982 года вызвала публикацию карикатур, близких к советским, в западной печати. Так, британская The Guardian изобразила на карикатуре узника нацистских лагерей, который с ужасом взирает на Бейрут, окружённый израильскими танками. Подобные карикатуры публиковались также американскими San Francisco Chronicle, The Arizona Republic, Los Angeles Herald Examiner и рядом других периодических изданий.